# Мольпуа, Жан-Мишель
Жан-Мишель Мольпуа (фр. Jean-Michel Maulpoix; род. 11 ноября 1952, Монбельяр, департамент Ду) — французский поэт.
Автор не менее чем 25 сборников, начиная с книги «Locturnes» (1978). Книги стихов Мольпуа изданы также в переводах на испанский, итальянский, английский, японский, корейский языки. Мольпуа предпочитает форму стихотворения в прозе; его лирические миниатюры часто объединены в циклы.
Помимо собственных занятий поэзией, Мольпуа является автором критических эссе о творчестве Рене Шара, Анри Мишо и других классиков французской поэзии XX века — эти эссе собраны в таких книгах Мольпуа, как «О лирике» (фр. Du Lyrisme; 2000) и «Смущённый поэт» (фр. Le poète perplexe; 2002). Он преподаёт современную поэзию в университете Нантер (Париж-X), с 2004 руководит парижским Домом писателя. Кроме того, Мольпуа — главный редактор литературного журнала «Le Nouveau Recueil». Член Академии Малларме.
В марте 2007 года посетил Россию, выступал со стихами в Москве. На русский язык произведения Мольпуа переводила Ирина Карпинская.